# Cordia sebestena
Cordia sebestena o sebester és una espècie d'arbre del gènere Cordia de la família de les Boraginàcies. És una espècie originària del Carib.

## Sinònims
- Cordia laevis Jacq.
- Cordia speciosa Salisb.
- Sebestena sebestena (L.) Britton

## Descripció
- Arbre petit de 6 m d'alçada.
- Escorça marró, rugosa, esquerdada[1]

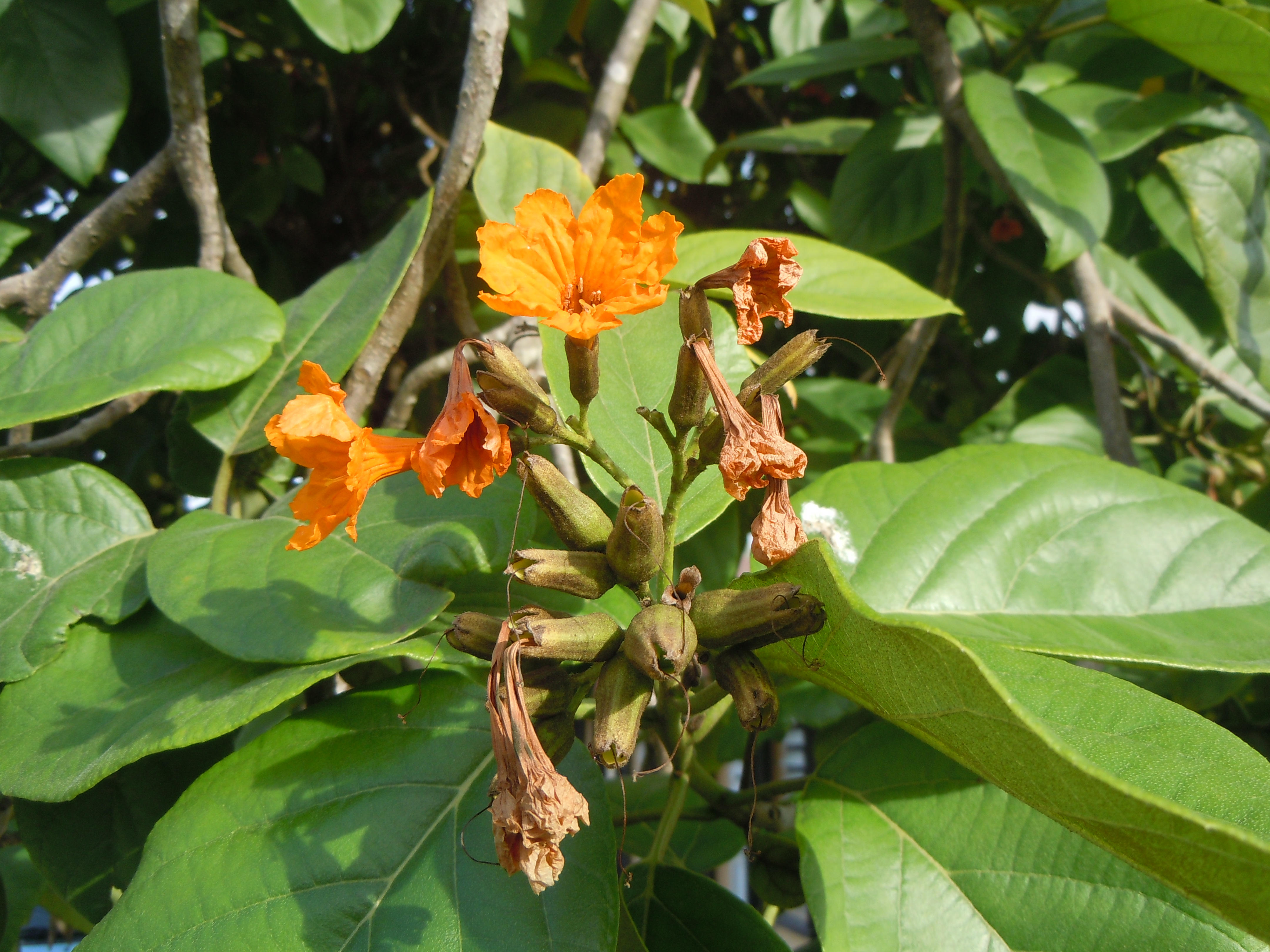
Inflorescència

- Flors de color taronja a vermell brillant, en grups als extrems de les branques.
- Floració tot l'any
- Fruit: drupa blanca a maturitat.[1]

## Ús
Conreada com a arbust ornamental. Del fruit del sebester, dit sebest, semblant a una pruna, de pela negrenca i lluent i polpa dolça, s'obté un mucílag emprat com a emol·lient i pectoral.